# ビデオウォークマン
ビデオウォークマン (VIDEO WALKMAN) とは、ソニーが製造・販売していたポータブルビデオデッキの商標である。
TVチューナーや液晶モニターも搭載しておりTV録画も可能など、その機能から言えばポータブルテレビデオとも言える。
家庭用カムコーダのテープをカメラ本体を使わずに録画・再生できる製品として、1988年に発売された。その後はHi8用、Digital8用やminiDV用の機種も発売されたが、2007年9月7日に販売開始されたHDV方式にも対応した『GV-HD700』を最後にブランド展開を終了している。

## 発売経緯
8ミリビデオの製品化以来、家庭用カムコーダが急速に普及していったが、当初の製品は本体に大型モニターが搭載されていなかったため、旅先や野外などのテレビがない環境では、撮影した映像はビューファインダーを覗き込まないと見ることができなかった。またソニーは8ミリビデオをVHSやベータマックスに代わる次世代のビデオデッキ規格として位置づけていたものの、ビデオカメラ分野としてはともかく、家庭用ビデオデッキとしては普及していなかった。

## 展開

### 一般家庭市場
1988年にソニーはビデオカメラのメカ部を流用し、これに操作パネルと3インチ液晶モニターを組み合わせてデッキ形筐体に仕立てて、テレビがない場所でも撮影した映像を手軽に楽しめる「ビデオウォークマン」と名付けられた『GV-8』を発売した。『GV-8』はテレビチューナーも内蔵しているため、ポータブルテレビとしても使用可能であり、またテレビ放送の録画も可能であった。
当初のビデオウォークマンは液晶モニター・チューナー一体型で音声もモノラルであったものの、その後、液晶モニターやチューナーを分離した製品も発売され、ステレオ音声も搭載された。またハンディカムの記録媒体の変遷に連動してHi8やminiDV、Digital8に対応したものが製品化された。接続して利用可能なCCDカメラも製品化されている。
後を追って松下電器産業（現・パナソニック）や日本ビクターからも同様の商品がS-VHS（S-VHS-C）規格で発売された。しかしこれらの製品は接続するビデオカメラとワンセットの発売であり、ビデオカメラのバリエーションのひとつとして位置づけられたのが、ビデオウォークマンとの相違点である。一方でシャープやカシオなどVHS陣営のメーカーからはフルサイズのVHS規格での液晶テレビ内蔵ポータブルビデオデッキも発売されており、こちらはサイズこそ大型であるものの、ソニーのビデオウォークマンとほぼ同様のコンセプトの製品である。これらの商品は本体にラジカセの様なハンドルが搭載されており小中学校などの教育用に利用されることも多かった。
しかし、シャープから液晶ディスプレイ付きのビデオカメラ「液晶ビューカム」（8ミリビデオの項を参照）が発売されて以来、カメラ本体に3から5インチ級の大型モニタが標準搭載されるようになり、また編集用デッキとしては（カメラのメカ部をそのまま利用していることから）レスポンスや早送り・巻き戻しが遅いなどの使い勝手の悪さや高価格さと故障の高さなどから、据え置きビデオレコーダー市場では、（VHS規格と比較した）8ミリビデオ規格の劣勢を覆すには至らなかった。

### 業務市場
1990年代には寝台特急「北斗星」の車内でビデオウォークマンのレンタルが行われていたことがあった。航空機でも貨物機では荷物の関係で一般人が添乗する際に緊急時の説明用に、一部の航空会社では機内エンタテインメントシステムを搭載していない機材で優等クラスの乗客に貸し出していた。他にも一般のユーザーの間では自動車の後席モニターとしても利用された。こうした用途としては、液晶モニターつきのポータブルDVDプレイヤー／BDプレーヤーが登場して以降、これを引き継いでいる。
小型で場所を取らず、かつ長時間記録できることから車の中や頭上へ取り付けるカメラとしてテレビ番組のロケで使用するなど、映像のプロの世界では活用されることが多かった。また従来は業務用8ミリビデオカメラを用いていたビデオ業者は、DV方式のビデオウォークマンをカメラに接続して用いることで、機材の買い換え経費を節減するといった使用も見られた。

## 展開終了
2000年代に入ってからはDVへの世代交代によって、8ミリビデオ・Hi8規格のカムコーダー、据え置き型デッキの生産は順次終了したが、ビデオウォークマンの製品（Digital8規格）だけは、過去に録画した8ミリビデオテープの再生用途として、2011年9月まで生産・販売が続けられ、8ミリビデオ規格としては最後に生産された機器となった。
2007年9月7日には、HDV方式にも対応した新型機『GV-HD700』が発表された。最後のビデオウォークマン製品として、細々ではあるが長らく生産が続けられた。しかしその後はパソコン･スマートフォン･タブレット端末の普及･発展により、これらで録画・編集・再生することが主流となり、SDカードやUSBフラッシュドライブ、SSD、メモリースティックなど半導体メモリの大容量化に伴いテープメディアが衰退し、インターネット経由での映像コンテンツ取得が普及したことで2020年代までに生産は終了した。
ビデオを再生・鑑賞する上での代替製品としては、ポータブルDVDプレーヤー（ソニーではかつてDVDウォークマンとして発売）、同BDプレーヤーに加えて、MP4などの動画再生が可能なiPod、ウォークマンなどのデジタルオーディオプレーヤーなどがある。

## 製品
- 『GV-9』 1989年型
- 『GV-300』

GV-8
初代ビデオウォークマン 8ミリビデオ
GV-9
GV-8の液晶モニターを大型化
GV-100
GV-8を小型化
GV-300
ステレオ音声 Hi8簡易再生に対応するが、カタログではこの機能の明記をしていない
GV-500
GV-300の液晶モニターを大型化
GV-U5
液晶モニター・チューナーを分離し、小型ビデオデッキ機能に特化
GV-SX50
液晶モニターを折り畳み式にしてコンパクト化 チューナーを分離
GV-UX7
GV-SX50の液晶モニター分離型
GV-A700
Hi8方式 液晶モニター付
GV-A100
Hi8方式 液晶モニター無
GV-D900
miniDV方式 液晶モニター付
GV-D1000
miniDV方式 液晶モニター付 メモリースティック対応 USB端子搭載
GV-D300
miniDV方式 液晶モニター無
GV-D800
Digital8方式 液晶モニター付
GV-D200
Digital8方式 液晶モニター無
GV-HD700
ハイビジョン対応 HDV方式/DV方式 液晶モニター付